# イラストレイテド・ロンドン・ニュース
『イラストレイテド・ロンドンニュース』（The Illustrated London News）は、世界で初めて、ニュースをイラストレーション入りで報じることに主眼を置いたイギリスの週刊新聞。日本語では『絵入りロンドン新聞』『絵入りロンドン・ニュース』などと訳されることもある。1842年に創刊され、1971年まで週刊で発行された。

## 歴史
印刷業者で、新聞販売店も営んでいたハーバート・イングラムは、1842年のはじめにノッティンガムからロンドンへやってきた。週刊新聞『Weekly Chronicle』が、イラストをフィーチャーするとよく売れることにヒントを得たイングラムは、毎号イラストが入る週刊新聞を発刊することを思い立った。最初は、特に犯罪記事に重点を置いた、後の『Illustrated Police News』のような新聞が構想されたが、協力者で銅版画家だったヘンリー・ヴィゼテリの、より広くニュースを取り上げた方が、より大きな成功が得られるだとう、という主張が聞き入れられ、編集方針が決まった。
イングラムは、風刺雑誌『パンチ』の編集人だったマーウ・レモンを主任顧問に迎え、オフィスを借りて画家や記者を集め、『National Omnibus』の編集人だったフレデリック・ウィリアム・ネイラー・ベイレー(Frederick William Naylor Bayley, 1808-1853)を編集人として雇った。『イラストレイテド・ロンドンニュース』の創刊号は、1842年5月14日に発行された。16ページ構成で32枚の木版画が載り、進行中だったアフガン戦争の記事や、フランスの列車事故、チェサピーク湾での汽船の事故、合衆国大統領選挙の候補者の調査、その他、長文の犯罪事件記事、劇評、書評があり、広告も3面を占めていた。
1部6ペンスだった創刊号は、2万6千部を売り上げた。しかし、出だしは良かったものの、2号以降では売り上げは低迷した。それでもイングラムは成功を信じて、カンタベリー大主教の叙任式のイラストレーションが掲載された号を見本として国中の聖職者に送り、新たに多数の定期購読者を確保した。
部数は間もなく4万部となり、1年目の終わりには6万部となった。1851年には、ジョセフ・パクストンによる水晶宮のデザインを、アルバート公がそれを目にするより先に紙面に載せ、部数は13万部に達した。1852年には、初代ウェリントン公爵アーサー・ウェルズリーの葬儀を報じた特別号が15万部となり、1855年には、クリミア戦争を撮影したロジャー・フェントンの先駆的な戦争写真の複製を掲載したことで、また、新聞に課されていた印紙税法が廃止されたことで、週に20万部を発行するようになった。
1863年には、『イラストレイテド・ロンドンニュース』は毎週30万部以上を売り、当時のイギリスの新聞としては抜群の発行部数になっていた。競争紙も現われたが、長続きはせず、例えば、アンドリュー・スポッティスウッド(Andrew Spottiswoode)の『Pictorial Times』紙は2万ポンドの損失を出して、イングラムに身売りする羽目になり、イングラムの元を離れて競争紙『Pictorial Times』を創刊したヘンリー・ヴィゼテリも、結局は同紙をイングラムに売却し、イングラムはそれを廃刊にした。
1875年10月30日、クリミア戦争のバラクラヴァの戦いにおける有名な軽騎兵旅団の突撃を生き延びた人々が再会して、21周年を祝ったという特集記事を、1面と、さらに5ページを使って組んだ。この再会を企画した委員会の代表であったエドワード・リチャード・ウッダムによる、突撃の回想や、晩餐における参加者たちの回想が、記事には盛り込まれていた。
1860年9月8日、ハーバート・イングラムはミシガン湖で外輪船の事故で死亡し、経営者として末息子のウィリアムが跡を継ぎ、さらにその後はウィリアムの子ブルース・イングラムが1900年に事業を継承した。
1971年、それまで週刊で発行されていた『イラストレイテド・ロンドンニュース』は、月刊に移行した。1989年には隔月刊となり、次いで季刊となった。現在も、企業グループとしての the Illustrated London News Group は存続しており、『イラストレイテド・ロンドンニュース』のアーカイブを管理しているほか、企業の社内報やウェブサイト制作、コンサルティング業務などを行っている。

## 共同作業者

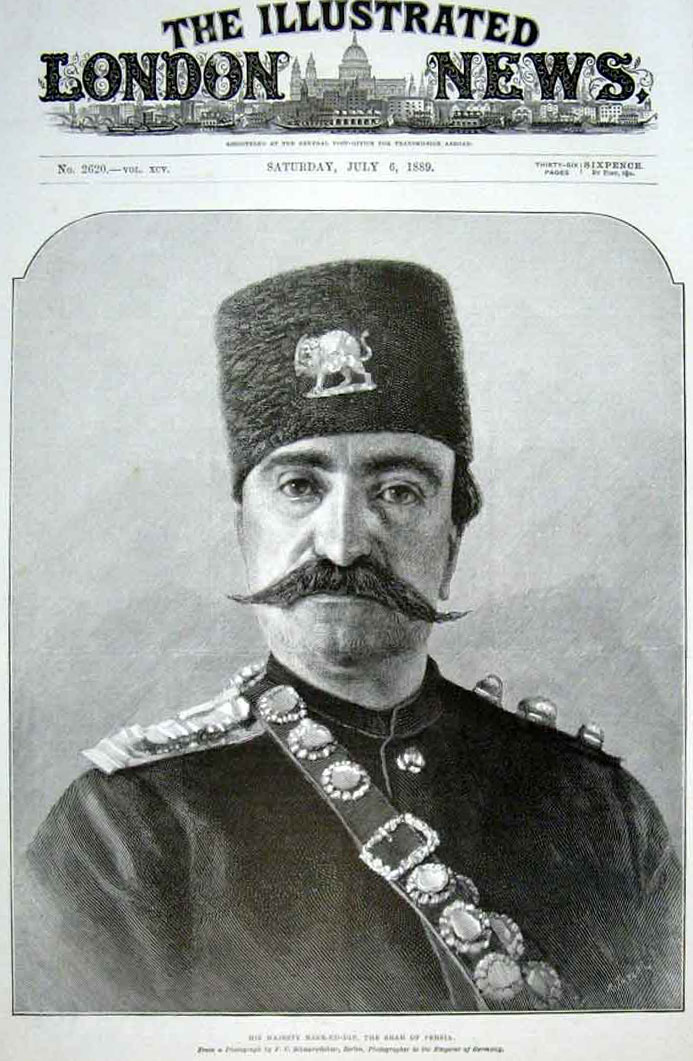
訪英時に表紙を飾ったイランの君主ナーセロッディーン・シャー、1889年7月6日号

初期に参加した者の中には、ジョン・ギルバート、バーケット・フォスター、ジョージ・クルックシャンクら画家たちや、W・J・リントン、エベネザー・ランデルス、ジョージ・トマス(George Thomas)ら版画家たちがいた。定期的な寄稿者の中には、ダグラス・ウィリアム・ジェロルド、リチャード・ガーネット、シャーリー・ブルックスらがいた。
このほか、イラストレーター、画家、写真家で、関わりがあった者としては、メイベル・ルーシー・アトウェル、E・H・シェパード、ケイト・グリーナウェイ、W・ヒース・ロビンソン、その兄チャールズ・ロビンソン、ジョージ・E・スタディ、デヴィッド・ライト、メルトン・プライア、ウィリアム・シンプソン、フレデリック・ヴィリアーズ、エドムンド・ブランピード, フランク・レイノルズ、ローソン・ウッド、H・M・ベイトマン、ブルース・ベアンズファーザー、C・E・ターナー(C.E.Turner)、R・ケイトン・ウッドヴィル、A・フォレスティア(A. Forestier)、フォルトゥニーノ・マタニア、クリスティーナ・ブルーム、ルイス・ウェイン、ホセ・セグレーリェス、フランク・ヴィゼテリーらがいた。
作家やジャーナリストでは、ロバート・ルイス・スティーヴンソン、トマス・ハーディー、ジョージ・オーガスタス・サラ、ジェームス・マシュー・バリー、ウィルキー・コリンズ、ジョゼフ・コンラッド、アーサー・コナン・ドイル、ラドヤード・キップリング、ギルバート・ケイス・チェスタートン、アガサ・クリスティ、アーサー・ブライアント、ティム・ビューモント (食べ物について書いていた)。

## 歴代編集人
- 1842年: フレデリック・ウィリアム・ネイラー・ベイレー (Frederick William Naylor Bayley)
- 1848年: ジョン・ティムズ (John Timbs)
- 1852年: チャールス・マッケイ (Charles Mackay)
- 1859年: ジョン・ラッシュ (John Lash)
- 1891年: クレメント・キング・ショーター (Clement King Shorter)
- 1900年: ブルース・イングラム (Bruce Ingram)
- 1963年: ヒュー・イングラム (Hugh Ingram)
- 1965年: ティモシー・グリーン (Timothy Green)
- 1966年: ジョン・キッシュ (John Kisch)
- 1970年: ジェイムズ・ビショップ (James Bishop)
- 1995年: マーク・パーマー (Mark Palmer)

出典: Peter Biddlecombe, "As much of life that the world can show", Illustrated London News, 13 May 1967;